# 深圳欢乐谷
深圳欢乐谷是中國廣東省深圳市南山區华侨城的一个大型主题游乐园，于1998年开始营业。第三期在2005年5月1日开放。內有礦山車、雪山飛龍、太空梭等刺激的機動遊戲。欢乐谷是首批中国国家5A级旅游景区，面积達35万平方米。
中国现有9个欢乐谷，分别坐落于深圳、北京、南京、天津、上海、成都、武汉、重庆、西安，均由深圳华侨城集团开发建设。

## 九大主题区
- 西班牙广场（园外）
- 魔幻城堡
- 冒险山
- 金矿镇
- 香格里拉·雪域
- 异度空间
- 飓风湾
- 阳光海岸
- 欢乐时光
- 玛雅水公园

## 事故
2018年11月1日，深圳欢乐谷观光列车“欢乐干线”在运行过程中发生车辆追尾事件，导致2名游客受伤。该起事件导致深圳欢乐谷被深圳市南山区市场监管局给予行政处罚，罚款20万元。
2023年10月28日下午6時27分左右，深圳歡樂谷過山車「雪域雄鷹」發生車輛碰撞，導致8人受傷。事件导致深圳欢乐谷于10月28日﹣29日闭园两天，开展全园安全大检查。截至10月29日，港大深圳医院、南山医院、华侨城医院共接诊涉事的28人，其中11人经检查无碍后自行离开，另有17人留院诊治（其中有4人因颅脑损伤、骨盆骨折等伤情进入ICU治疗；13人为软组织挫伤、轻微骨折等伤情，在普通病房继续观察治疗）。深圳欢乐谷官方微博10月29日表示，对所有受伤游客及其家属，以及社会公众诚恳致歉。同时深圳欢乐谷将继续闭园，直至另行公告。10月31日，针对此次事故，国家市场监管总局会同国务院安委会办公室、国务院国资委联合约谈华侨城集团，督促加强特种设备安全管理。
2024年1月8日，深圳市人民政府事故调查组公布调查报告，认定深圳欢乐谷“10·27”过山车碰撞事故是一起因企业安全主体责任落实不到位、事故设备维护不善等原因造成的一般特种设备责任事故。事故调查组综合分析认定，深圳华侨城欢乐谷旅游公司作为事故设备的运营使用单位，存在安全生产意识淡薄、主体责任落实不到位、隐患问题失察失管，放任设备“带病”运行、维修人员技能不足等问题。事故调查组对12名责任人员和相关责任单位提出了处理建议，其中3人建议移送司法机关处理。另外，深圳市纪委监委对事故开展问责调查。经深圳市纪委常委会会议研究决定，由深圳市纪检监察机关对3个责任单位及9名公职人员进行了追责问责。深圳欢乐谷随后发表声明表示坚决落实整改。1月16日，深圳欢乐谷恢复开放，但并非所有项目均在运行。3月4日，深圳市市场监督管理局公布处罚结果，深圳华侨城欢乐谷旅游公司因特种设备违法行为，被罚款30万元；暂扣或吊销许可证；对相关责任人处罚款188975.69元。

## 交通

#### 公交车
| 欢乐谷 | 欢乐谷                       | 欢乐谷 | 欢乐谷       | 欢乐谷                            |
| 编号   | 路线                         | 路线   | 路线         | 备注                              |
| ------ | ---------------------------- | ------ | ------------ | --------------------------------- |
| M268   | 世界之窗总站                 | ↺      | 侨北一街     |                                   |
| M486   | 香山里花园四期配建公交首末站 | ⇆      | 欢乐海岸总站 | 原 B603（第一代）、B610（第一代） |

| 世界之窗总站 | 世界之窗总站       | 世界之窗总站 | 世界之窗总站      | 世界之窗总站                    |
| 编号         | 路线               | 路线         | 路线              | 备注                            |
| ------------ | ------------------ | ------------ | ----------------- | ------------------------------- |
| 42           | 月亮湾公交综合车场 | ⇆            | 世界之窗总站      |                                 |
| 90           | 世界之窗总站       | ⇆            | 深圳湾口岸A停车场 | 经石洲中路、科技南路            |
| M268         | 世界之窗总站       | ↺            | 侨北一街          |                                 |
| M312         | 世界之窗总站       | ⇆            | 上梅林公交总站    | 合并原 45                       |
| N90          | 世界之窗总站       | ⇆            | 深圳湾口岸A停车场 | 不经石洲中路、科技南路；90 夜班 |

#### 地铁
█1号线、█2号线：世界之窗站